# Methyloranje
Methyloranje is een organische verbinding die hoort bij de klasse van aromatische azo-kleurstoffen. Bij kamertemperatuur is het een oranje poeder dat slecht oplost in water, maar goed in primaire, laagmoleculaire alcoholen (zoals ethanol) en andere organische oplosmiddelen.

## Synthese
De synthese van methyloranje is relatief eenvoudig. Een zure oplossing van p-aminobenzeensulfonzuur wordt toegevoegd aan een sterk gekoelde waterige oplossing van natriumnitriet. Na verder koelen met ijs slaat het diazoniumzout neer. Vervolgens wordt een alkalische oplossing van N,N-dimethylaniline bereid, en toegevoegd aan de emulsie van het diazoniumzout. Een azo-koppeling (gepaard gaand met een kleurverandering) vindt plaats en het preparaat wordt na een half uur roeren geïsoleerd uit de moederloog door filtratie.

## Toepassingen
De stof wordt in het analytisch laboratorium gebruikt, onder andere als pH-indicator om bij een zuur-basetitraties het equivalentiepunt te bepalen, aangezien methyloranje een duidelijke kleurverandering ondergaat. Het omslaggebied van methyloranje ligt tussen pH 3,1 en 4,4.